# Contiki
 Ikke at forveksle med Kon-Tiki.
Contiki er et open source operativsystem beregnet til indlejrede systemer, der skal kommunikere via datanet - og har skrappe hukommelsesbegrænsninger med særlig fokus på laveffekt trådløst datanet for Internet of Things enheder.
Eksempler på hvor Contiki anvendes er gadebelysningssystemer, lydovervågning for smarte byer, radioaktiv strålings overvågningsystemer - og alarmsystemer.
Contiki blev skabt af Adam Dunkels i 2003 og er yderligere blevet udviklet af et verdensomspændende team af udviklere fra Atmel, Cisco, Enea, ETH Zurich, Redwire, RWTH Aachen University, Oxford University, SAP AG, Sensinode, SICS, STMicroelectronics, Zolertia og mange andre. Navnet Contiki kommer fra Thor Heyerdahls kendte Kon-Tiki tømmerflåde.
På trods af at Contiki yder multitasking og en indbygget TCP/IP-stak, behøver Contiki kun nogle få kilobyte kode og nogle få hundrede byte  RAM. Et fuldt system, komplet med en grafisk brugergrænseflade, behøver omkring 30 kilobyte RAM.[kilde mangler]